# Pleuronèctids
Els pleuronèctids (Pleuronectidae) són una família de peixos teleostis de l'ordre dels pleuronectifores. Són plans, la majoria de les espècies es troben al llit marí i tenen els ulls al costat dret. Els Paralichthyidae en canvi tenen els ulls al costat esquerre. Les seves aleta dorsal i aleta anals són llargues i contínues. Inclouen peixos molt importants econòmicament. El nom de la família deriva del grec πλευρά (pleura), que significa "costella" o "costat" i νηκτόν (nekton), que significa "nedador".

## Història natural
Les femelles ponen ous que floten dins l'aigua fins que es desenvolupen les larves, i aquestes s'enfonsen al llit marí.
Es troben als llits marins de tot el món, algunes espècies com l'halibut de l'Atlàntic (Hippoglossus hippoglossus) es poden trobar a fondàries de 2.000 metres. La seva alimentació en el cas de les espècies de mida petita és amb invertebrats mentre que les espècies grosses s'alimenten també d'altres peixos i cefalòpodes.

## Classificació
En algunes classificacions les subfamílies Paralichthodinae, Poecilopsettinae, i Rhombosoleinae as'eleven al nivell de famílies.
Segons FishBase hi ha 101 espècies en 41 gèneres i cinc subfamílies:
- Subfamília Eopsettinae
  - Gènere Atheresthes
    - Atheresthes evermanni (Jordan & Starks, 1904).
    - Atheresthes stomias (Jordan & Gilbert, 1880).

  - Gènere Eopsetta
    - Eopsetta grigorjewi (Herzenstein, 1890).
    - Eopsetta jordani (Lockington, 1879).
- Subfamília Hippoglossinae
  - Gènere Clidoderma

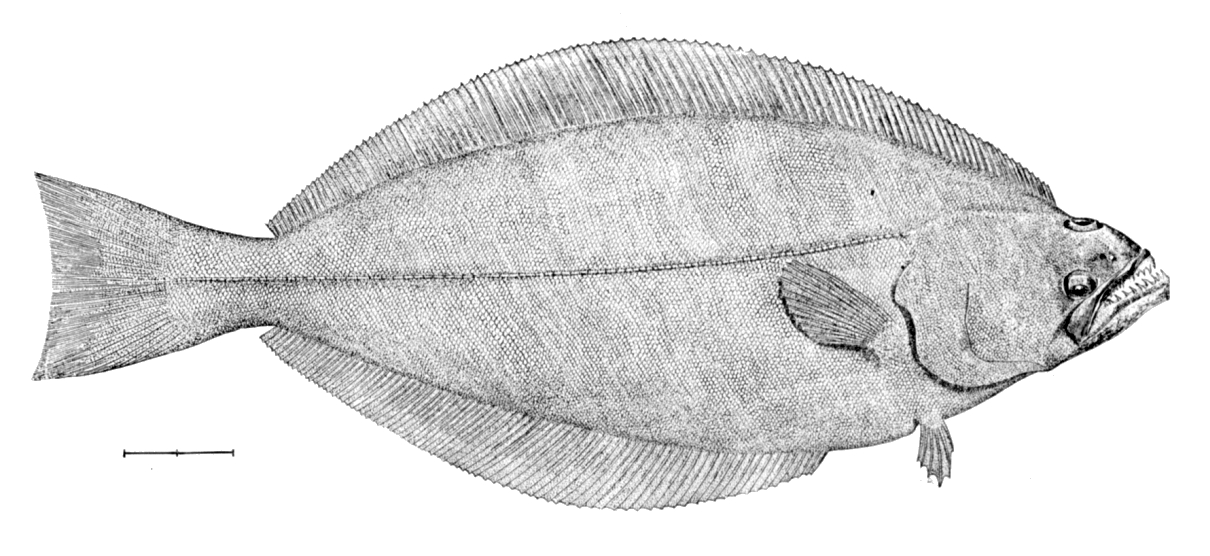
Reinhardtius hippoglossoides

    - Clidoderma asperrimum (Temminck i Schlegel, 1846).

  - Gènere Hippoglossus
    - Halibut de l'Atlàntic Hippoglossus hippoglossus (Linnaeus, 1758).Halibut de l'Atlàntic, Hippoglossus hippoglossus

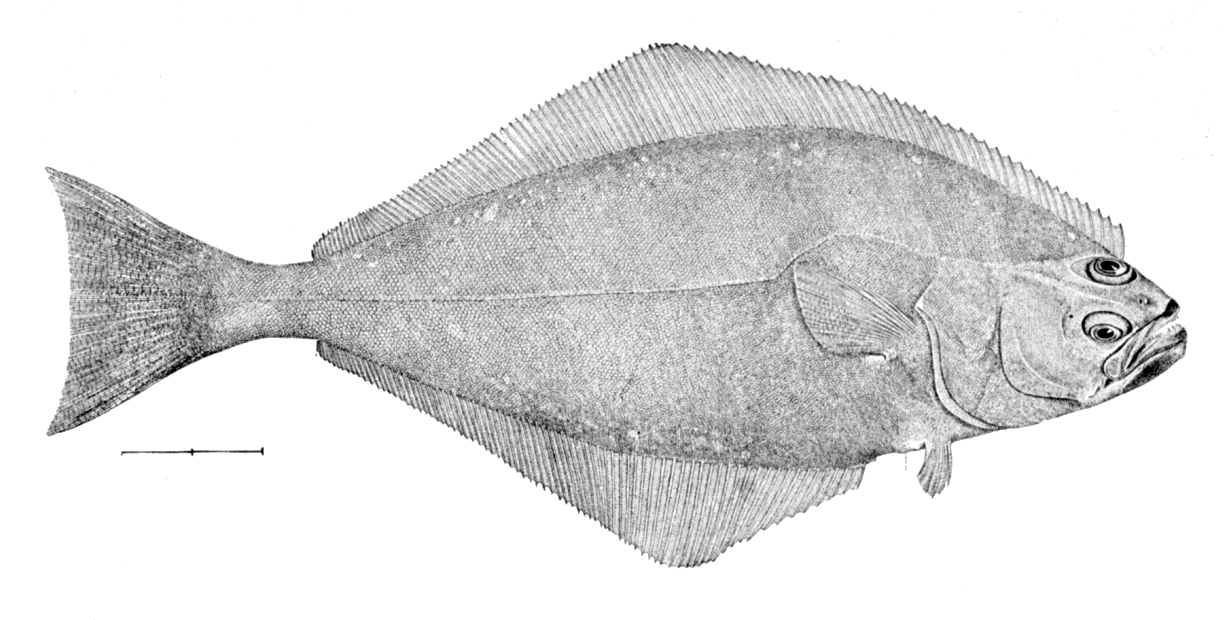
Halibut de l'Atlàntic, Hippoglossus hippoglossus

    - Hippoglossus stenolepis (Schmidt, 1904).

  - Gènere Reinhardtius
    - Reinhardtius hippoglossoides (Walbaum, 1792)Reinhardtius hippoglossoides

  - Gènere Verasper
    - Verasper moseri (Jordan & Gilbert, 1898).
    - Verasper variegatus (Temminck i Schlegel, 1846).
- Subfamília Hippoglossoidinae
  - Gènere Acanthopsetta
    - Acanthopsetta nadeshnyi (Schmidt, 1904).

  - Gènere Cleisthenes
    - Cleisthenes herzensteini (Schmidt, 1904).
    - Cleisthenes pinetorum (Jordan & Starks, 1904).

  - Gènere Hippoglossoides
    - Hippoglossoides dubius (Schmidt, 1904).
    - Hippoglossoides elassodon (Jordan & Gilbert, 1880).
    - Hippoglossoides platessoides (Fabricius, 1780)Hippoglossoides platessoides

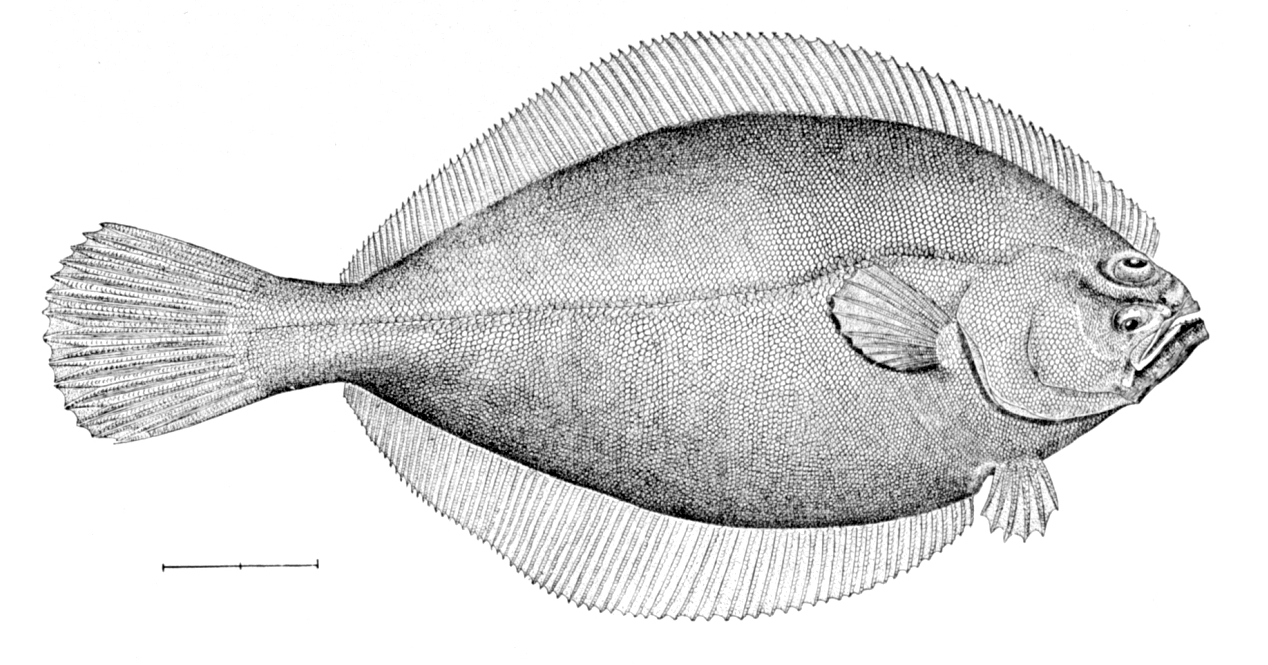
Hippoglossoides platessoides

    - Bering flounder, Hippoglossoides robustus (Gill & Townsend, 1897).
- Subfamília Lyopsettinae
  - Gènere Lyopsetta
    - Lyopsetta exilis (Jordan & Gilbert, 1880).
- Subfamília Paralichthodinae
  - Gènere Paralichthodes
    - Paralichthodes algoensis (Gilchrist, 1902).
- Subfamília Pleuronectinae
  - Tribu Isopsettini
    - Gènere Isopsetta
      - Isopsetta isolepis (Lockington, 1880).

  - Tribu Microstomini
    - Gènere Dexistes
      - Dexistes rikuzenius (Jordan & Starks, 1904).

    - Gènere Embassichthys
      - Embassichthys bathybius (Gilbert, 1890).

    - Gènere Glyptocephalus
      - Glyptocephalus cynoglossus (Linnaeus, 1758)Glyptocephalus cynoglossus

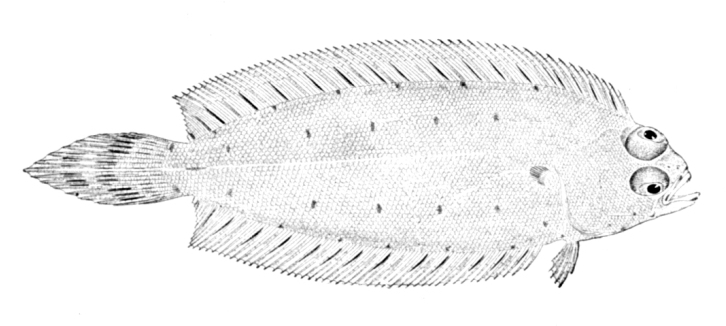
Glyptocephalus cynoglossus

      - Glyptocephalus stelleri (Schmidt, 1904).
      - Glyptocephalus zachirus (Lockington, 1879).

    - Gènere Hypsopsetta
      - Hypsopsetta guttulata (Girard, 1856).
      - Hypsopsetta macrocephala (Breder, 1936).

    - Gènere Lepidopsetta
      - Lepidopsetta bilineata (Ayres, 1855).
      - Lepidopsetta mochigarei (Snyder, 1911).
      - Lepidopsetta polyxystra (Orr & Matarese, 2000).

    - Gènere Microstomus
      - Microstomus achne (Jordan & Starks, 1904).
      - Microstomus kitt (Walbaum, 1792)Microstomus kitt
      - Microstomus pacificus (Lockington, 1879).
      - Microstomus shuntovi (Borets, 1983).

    - Gènere Pleuronichthys

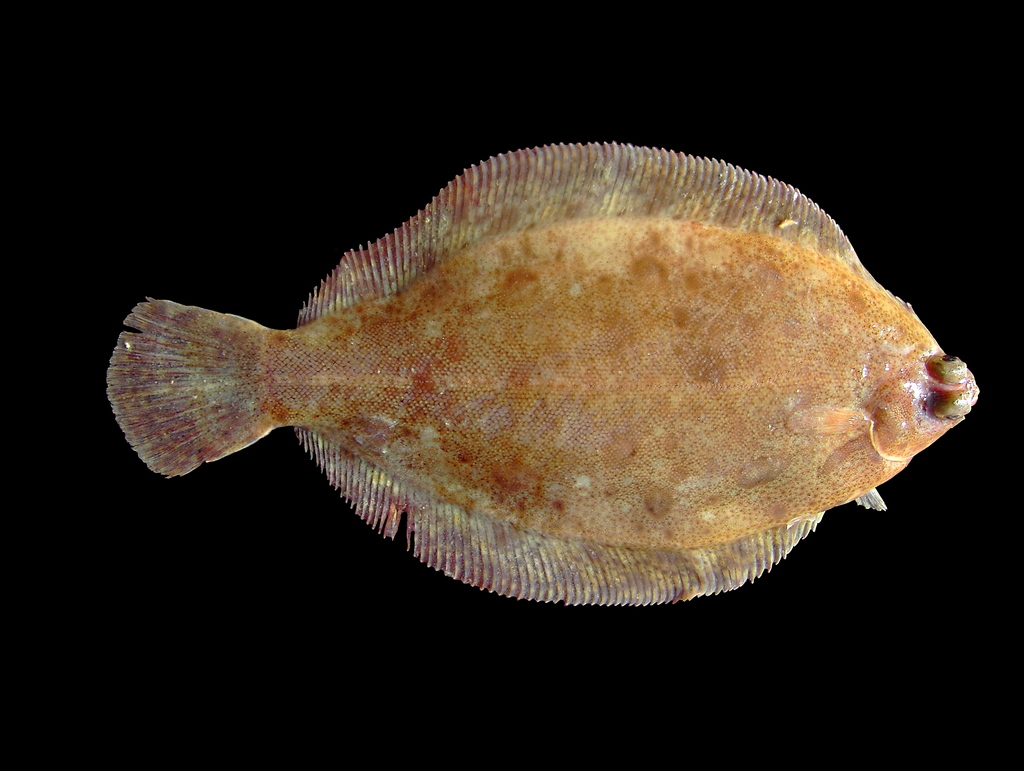
Microstomus kitt

      - C-O sole, Pleuronichthys coenosus (Girard, 1854).
      - Pleuronichthys cornutus (Temminck i Schlegel, 1846).
      - Pleuronichthys decurrens (Jordan & Gilbert, 1881).
      - Pleuronichthys ocellatus (Starks & Thompson, 1910).
      - Pleuronichthys ritteri (Starks & Morris, 1907).
      - Pleuronichthys verticalis (Jordan & Gilbert, 1880).

    - Gènere Tanakius
      - Tanakius kitaharae (Jordan & Starks, 1904).

  - Tribu Pleuronectini
    - Gènere Kareius
      - Kareius bicoloratus (Basilewsky, 1855).

    - Gènere Limanda
      - Limanda aspera (Pallas, 1814).
      - Limanda ferruginea (Storer, 1839).
      - Limanda limanda (Linnaeus, 1758)Limanda limanda
      - , Limanda proboscidea (Gilbert, 1896).
      - Limanda punctatissima (Steindachner, 1879).
      - Limanda sakhalinensis (Hubbs, 1915).

    - Gènere Liopsetta
      - Liopsetta glacialis (Pallas, 1776).

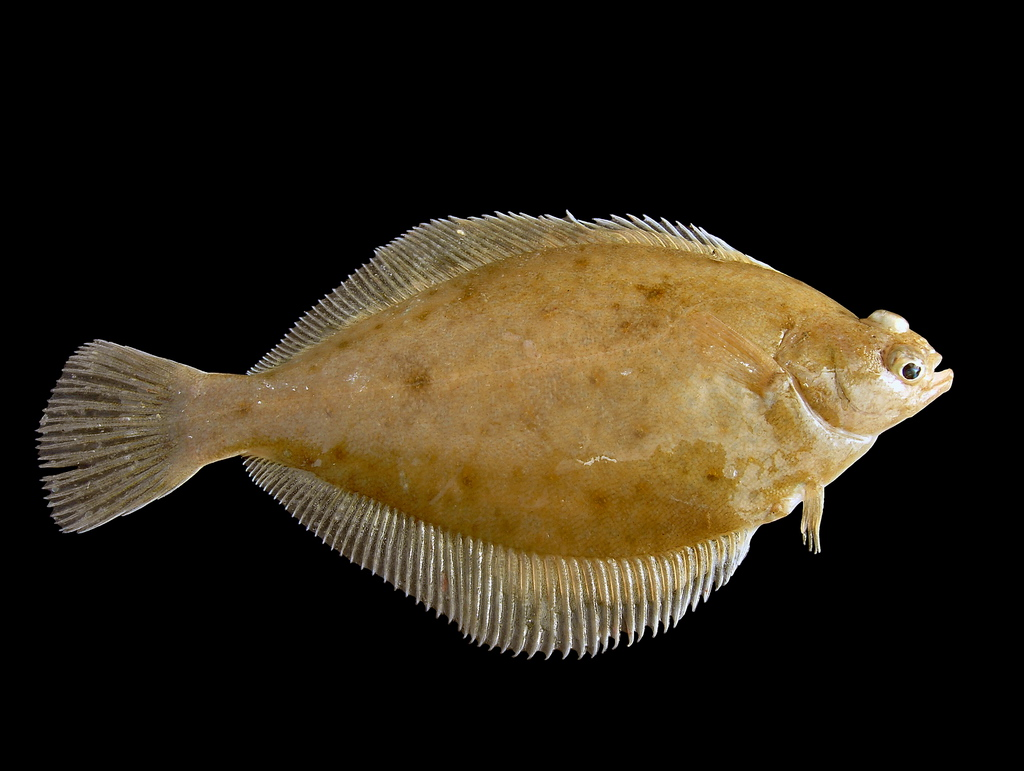
Limanda limanda

      - Liopsetta pinnifasciata (Kner, 1870).
      - Liopsetta putnami (Gill, 1864).

    - Gènere Parophrys
      - Parophrys vetulus (Girard, 1854).Parophrys vetulus

    - Gènere Platichthys
      - Platichthys flesus (Linnaeus, 1758).
      - Platichthys stellatus (Pallas, 1788).

    - Gènere Pleuronectes
      - Pleuronectes platessa (Linnaeus, 1758).

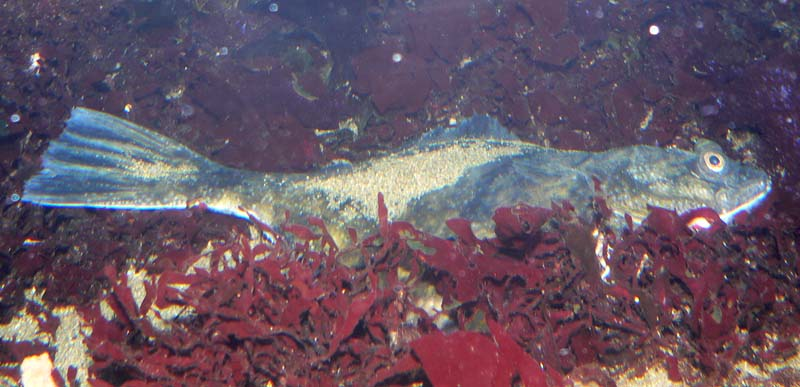
Parophrys vetulus

      - Pleuronectes quadrituberculatus (Pallas, 1814).

    - Gènere Pseudopleuronectes
      - Pseudopleuronectes americanus (Gill, 1864).
      - Pseudopleuronectes herzensteini (Jordan & Snyder, 1901).
      - Pseudopleuronectes obscurus (Herzenstein, 1890).
      - Pseudopleuronectes schrenki (Schmidt, 1904).
      - Pseudopleuronectes yokohamae (Günther, 1877).

  - Tribu Psettichthyini
    - Gènere Psettichthys
      - Psettichthys melanostictus (Girard, 1854).Pacific sand sole, Psettichthys melanostictus
- Subfamília Poecilopsettinae
  - Gènere Marleyella
    - Marleyella bicolorata (Basilewsky, 1855).
    - Marleyella maldivensis (Norman, 1939).

  - Gènere Nematops
    - Nematops macrochirus (Norman, 1931).
    - Nematops grandisquama (Weber & de Beaufort, 1929).
    - Nematops microstoma (Günther, 1880).
    - Nematops nanosquama (Amaoka, Kawai & Seret, 2006).[5]

  - Gènere Poecilopsetta

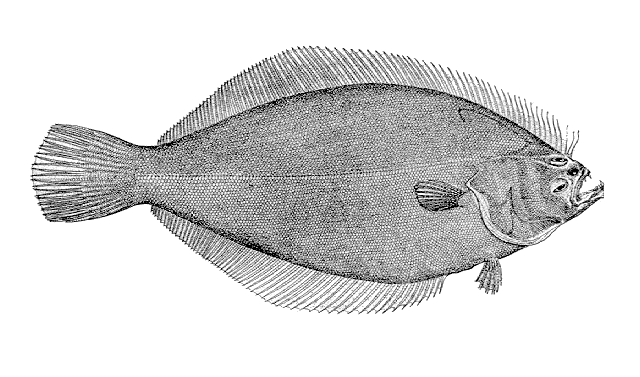
Pacific sand sole, Psettichthys melanostictus

    - Poecilopsetta albomaculata (Norman, 1939).
    - Poecilopsetta beanii (Goode, 1881)Poecilopsetta beanii
    - Poecilopsetta colorata (Günther, 1880).

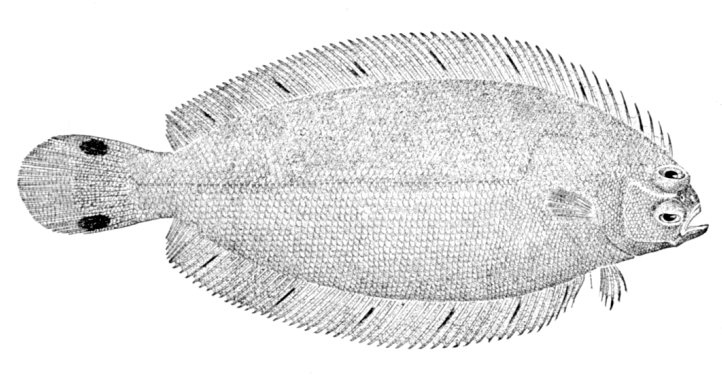
Poecilopsetta beanii

    - Poecilopsetta dorsialta (Guibord & Chapleau, 2001).
    - Poecilopsetta hawaiiensis (Gilbert, 1905).
    - Poecilopsetta inermis (Breder, 1927).
    - Poecilopsetta macrocephala (Breder, 1936).
    - Poecilopsetta megalepis (Fowler, 1934).
    - Poecilopsetta natalensis (Norman, 1931).
    - Poecilopsetta normani (Foroshchuk & Fedorov, 1992).
    - Poecilopsetta pectoralis (Kawai & Amaoka, 2006).[6]
    - Poecilopsetta plinthus (Jordan & Starks, 1904).
    - Poecilopsetta praelonga Alcock, 1894.
    - Poecilopsetta vaynei (Quéro, Hensley & Maugé, 1988).
    - Poecilopsetta zanzibarensis (Norman, 1939).
- Subfamília Rhombosoleinae
  - Gènere Ammotretis
    - Ammotretis brevipinnis (Norman, 1926).
    - Ammotretis elongatus (Yarrell, 1839).
    - Ammotretis lituratus (Richardson, 1844).
    - Ammotretis macrolepis (McCulloch, 1914).
    - Ammotretis rostratus (Günther, 1862).

  - Gènere Azygopus
    - Azygopus pinnifasciatus (Norman, 1926).

  - Gènere Colistium
    - Colistium guntheri (Hutton, 1873).
    - Colistium nudipinnis (Waite, 1911).

  - Gènere Oncopterus
    - Oncopterus darwinii (Steindachner, 1874).

  - Gènere Pelotretis
    - Pelotretis flavilatus (Waite, 1911).

  - Gènere Peltorhamphus
    - Peltorhamphus latus (James, 1972).
    - Peltorhamphus novaezeelandiae (Günther, 1862).
    - Peltorhamphus tenuis (James, 1972).

  - Gènere PsammodiscusBlack flounder, Rhombosolea retiaria
    - Psammodiscus ocellatus (Starks & Thompson, 1910).

  - Gènere Rhombosolea
    - Rhombosolea leporina (Günther, 1862).
    - Rhombosolea plebeia (Richardson, 1843).
    - Rhombosolea retiaria (Hutton, 1873)
    - Rhombosolea tapirina (Günther, 1862).

  - Gènere Taratretis

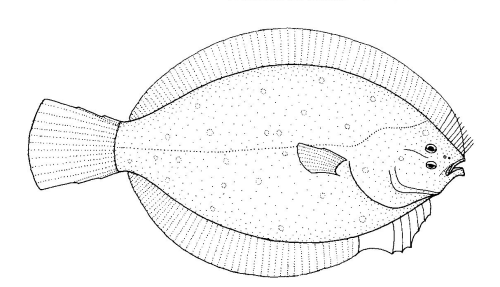
Black flounder, Rhombosolea retiaria

    - Taratretis derwentensis (Last, 1978).